# Großsteingrab Risau
Das Großsteingrab Risau war eine mögliche megalithische jungsteinzeitliche Grabanlage auf dem Gebiet der Stadt Möckern im Landkreis Jerichower Land, Sachsen-Anhalt. Das Grab wurde im 18. oder 19. Jahrhundert zerstört.

## Lage
Das Grab befand sich im Gebiet zwischen Möckern und Zeppernick auf einer Anhöhe, dies Gebiet trug den Namen Risau.

## Forschungsgeschichte
Erstmals dokumentiert wurde die Anlage von Joachim Gottwalt Abel, der zwischen 1755 und 1806 Pastor in Möckern war. Dieser hinterließ hierüber nur handschriftliche Aufzeichnungen, die 1928 durch Ernst Herms publiziert wurden. Das Grab selbst war bei Herms’ Untersuchungen aber bereits vollständig abgetragen.

## Beschreibung
Von dem möglichen Grab konnte Abel nur einen einzelnen großen Stein ausmachen, der tief in die Erde versunken war. Er hielt ihn für einen Altar, also für den Deckstein einer Grabkammer. Da Abel keine weiteren Steine ausmachen konnte, ist es durchaus möglich, dass es sich lediglich um einen einfachen Findling gehandelt hat. Da aber für den Stein die Bezeichnung „Riesenstein“ und für das Flurstück, auf dem er lag die Namen „Riesenstücken“ oder „Riesstücken“ verwendet wurden, kann auch angenommen werden, dass es hier ursprünglich eine Grabanlage gegeben hatte, deren Steine nach und nach entfernt worden waren.